# Can Gel
Can Gel és una obra de Dosrius (Maresme) inclosa a l'Inventari del Patrimoni Arquitectònic de Catalunya.

## Descripció
Masia gran formada per vàries dependències. Una és habitatge i les altres són els estables, cellers, etc. La part de l'habitatge, amb planta baixa, pis i golfes, és la més ben conservada. A la façana principal i a la part baixa hi ha un portal de mig punt amb dovelles de pedra granítica. Al pis superior les finestres també són de pedra, excepte una. Les golfes són petites i tan sols tenen una obertura. La casa és rematada per una petita cornisa i la coberta és a dues aigües. A la part del darrere hi ha una petita finestra de pedra més antiga que les de la façana.